# فرار از بهشت
فرار از بهشت فیلمی به کارگردانی نصرت اله وحدت و نویسندگی محمدرضا کوفرد محصول سال ۱۳۵۳ است.

## بازیگران
- نصرت‌الله وحدت
- ژاله کریمی
- علی زاهدی
- حمیده خیرآبادی
- جعفرپور
- کاظم روشن‌ضمیر
- دامی
- هما
- هومن
- صالحی
- شیوا
- عزت‌الله رمضانی‌فر
- منوچهر پوراحمد
- هوشنگ بهشتی
- منوچهر اخضرپور